# Slagternes Gildehus (Hildesheim)
Slagternes Gildehus (tysk: Knochenhaueramtshaus) er et bindingsværkshus i Hildesheim i delstaten Niedersachsen i Tyskland. Gildehuset er et fornemt eksempel på bindingsværksbygninger og er en af de største bygninger ved Hildesheims historiske markedsplads. Med sine syv etager og en højde på 26 meter anses den for at være en af de højeste bindingsværksbygninger i Tyskland. Taget antager en dimension af 800 kvadratmeter. Slagternes Gildehus er oprindeligt opført i 1529 i gotisk stil – arkitektens navn er dog forblevet ukendt.
Den 22. marts 1945 blev Hildesheim bombet af Allierede bombefly, og alle bindingsværkshuse ved markedspladsen blev ødelagt af brandbomber. Heldigvis havde man i 1943 og 1944 taget gipsaftryk af de fleste af gildehusets værdifulde træsnit, mange fotografier blev taget af gildehuset, og en præcis træmodel var fremstillet af bygningen. Da det kun var hvælvingerne af kælderen der stod tilbage efter 2. verdenskrigs afslutning, blev der fra 1962 til 1964 bygget en syvetagers bygning af beton på stedet, hvor gildehuset havde stået, og et hotel blev indrettet i den nye bygning.
I begyndelsen af 1980'erne gik hotellet konkurs, og da nabobygningen var blevet for lille til dens lejer, besluttede byrådet at rive bygningerne ned for at rekonstruere den historiske markedsplads i dens oprindelige stil. Grundstenen til genopførslen af Slagternes Gildehus blev lagt den 27. oktober 1987. Rejsegildet afholdtes den 15. januar 1989, og konstruktionen stod færdig i december 1989.